# 竹圍區
竹圍區，為民國三十四年（1945年）的舊省轄市嘉義市行政區之一。民國三十五年（1946年）與西門區合併為新西區。